# 清見村立福寄中学校
清見村立福寄中学校（きよみそんりつ ふくよりちゅうがっこう）は、岐阜県大野郡清見村（現・高山市）に存在した公立中学校。

## 概要
- 福寄小学校に併設され、福寄小中学校とも称した。1963年、清見村の5つの中学校（池本中・夏厩中・大原中・福寄中・牧ヶ洞中）を統合し、清見中学校の開校により廃校。

## 沿革
- 1947年（昭和22年）4月 - 清見村立福寄中学校として開校。福寄小学校に併設。
- 1962年（昭和37年）4月1日 - 巣野俣中学校を統合する。スクールバス運行開始。
- 1963年（昭和38年）
  - 1月17日 - 巣野俣地区の生徒用の寄宿舎が完成。
  - 4月1日 - 清見村の5つの中学校が統合され、清見中学校が開校。名目上の統合であり、福寄中学校は清見中学校福寄教室となる。
- 1964年（昭和39年）11月19日 - 清見中学校の校舎が完成し、開校式が行われる。同時に福寄教室は廃止。